# برنارد موريسون
برنارد موريسون (بالإنجليزية: Bernard Morrison)‏ هو لاعب كرة قدم غاني، ولد في 20 مايو 1993. لعب مع فيتا كلوب ونادي دلهي ديناموس.

## وصلات خارجية
- برنارد موريسون على موقع قاعدة بيانات كرة القدم.إي يو (الإنجليزية)
- برنارد موريسون على موقع Soccerway.com (الإنجليزية)